# Hamuliakovo
Hamuliakovo (in ungherese Gutor, in tedesco Gutern) è un comune della Slovacchia facente parte del distretto di Senec, nella regione di Bratislava.

## Amministrazione

### Gemellaggi
- Kerekegyháza, dal 1994[3]